# Garden Farms (Kalifornija)
Garden Farms je naseljeno područje za statističke svrhe u američkoj saveznoj državi Kalifornija. Prema popisu stanovništva iz 2010. u njemu je živjelo 386 stanovnika.

## Povijest
Garden Farms se nalazi između Santa Margarite i Atascadera. Naselje je osmišljeno 1918. na zemljištu kupljenom od ranča Santa Margarita. Ovo je bilo prvo od područja farmi prema zamisli Edwarda Gardnera Lewisa, koje bi Atascadero i okolicu opskrbljivalo dehidriranim poljoprivrednim proizvodima.
U to su vrijeme sagrađeni prvi blokovi bungalova, zasađeni usjevi i voćnjaci. Nakon Prvog svjetskog rata otkazani su državni ugovori za dehidrirane proizvode, što je uzrokovalo recesiju, a ostala planirana naselja nalik Garden Farmsu nisu izgrađena. Iako prvotni cilj ekonomski održivih malih obiteljskih poljoprivrednih gospodarstava u blizini grada nije bio realiziran, izoliranost i naglasak na poljoprivrenom uzgoju urodili su velikom povezanošću zajednice.